# 肥田晧三
肥田 晧三（ひだ こうぞう、1930年（昭和5年）9月10日 - 2021年（令和3年）2月22日）は、日本の書誌学者・日本文学者。学位は、文学博士（関西大学・論文博士・1989年）（学位論文「上方学藝史叢攷」）。元関西大学文学部教授。

## 経歴
1930年、大阪市中央区島之内生まれ。大阪府立高津高等学校を病気のため、1953年（昭和28年）に中退。長期療養を経て、1968年（昭和43年）から大阪府立中之島図書館嘱託として古典籍整理の仕事に就いた。
その後関西大学に勤務し、図書館嘱託となった。文学部講師を経て、1984年に文学部教授に就任。1990年に退職するまで書誌学、近世文学の講義をおこなった。1989年に学位論文『上方学藝史叢攷』を関西大学に提出して文学博士号を取得した。2021年2月22日、病気のため死去。

## 研究内容・業績
- 大阪に関する庶民文化史、近世文学、上方芸能史、大阪近代文学史を研究テーマとした。大阪に関する多くの資料を蒐集し、独自の視点からなにわの文化を考察し、「大人の楽しみ」と「子どもの遊び」に焦点をあてて研究した。
- ジャズ評論も行っていた。

## 受賞・栄典
- 『近世子どもの絵本集・上方篇』で毎日出版文化賞特別賞を受賞[2][3]
- 大和郡山市から第2回水木十五堂賞を受賞した[2]。

## 著書
- 『立版古考』日本浮世絵協会　1966
- 『露伴遺珠』湯川書房　1978 編集
- 『上方風雅信 大阪の人と本』人文書院　1986
- 『上方学芸史叢攷』青裳堂書店　1988　日本書誌学大系
- 『肥田せんせぃのなにわ学 こどもの遊びおとなの楽しみ汲めども尽きぬ、なにわの文化』INAXギャラリー企画委員会企画　INAX出版　2005
- 『再見 なにわ文化 (上方文庫別巻シリーズ)』 2019　和泉書院

### 編著
- 肥田晧三・中野三敏編『近世子どもの絵本集・上方篇』1985 岩波書店

### その他
- 「上方落語寄席発祥の地」碑文 (大阪市・坐摩神社境内） 2011.11